# كندال (مقاطعة تشرام)
كندال (بالفارسية: کندال) هي قرية تقع في قسم سرفارياب الريفي (مقاطعة تشرام) في إيران. يقدر عدد سكانها بـ 69 نسمة بحسب إحصاء 2016.